# Championnats d'Europe de VTT 2000
Navigation
Édition précédente Édition suivante
Les championnats d'Europe de VTT 2000 pour le cross-country ont lieu du 19 au 20 août à Rhenen aux Pays-Bas. Les championnats sont organisés par l'Union européenne de cyclisme.

## Résultats

### Cross-country
| Épreuve                | Vainqueur            | Deuxième       | Troisième          |
| ---------------------- | -------------------- | -------------- | ------------------ |
| Hommes                 | Filip Meirhaeghe     | Bart Brentjens | Roel Paulissen     |
| Hommes                 | 2 h 25 min 23 s      | + 1 min 17 s   | + 1 min 35 s       |
| Femmes                 | Laurence Leboucher   | Paola Pezzo    | Caroline Alexander |
| Femmes                 | 2 h 10 min 31 s      | + 40 s         | + 56 s             |
| Hommes moins de 23 ans | José Antonio Hermida | Håkon Austad   | Thijs Al           |
| Hommes moins de 23 ans | 2 h 15 min 20 s      | + 3 min 30 s   | + 4 min 30 s       |
| Hommes juniors         | Liam Killeen         | Florian Vogel  | Pavel Boudny       |
| Hommes juniors         | 1 h 57 min 19 s      | + 3 min 31 s   | + 3 min 54 s       |
| Femmes juniors         | Magdalena Sadlecka   | Petra Bublova  | Sonja Traxel       |
| Femmes juniors         | 1 h 23 min 58 s      | + 1 min 46 s   | + 2 min 01 s       |